# River Frome (Poole Harbour)
Der River Frome ist ein Fluss in der englischen Grafschaft Dorset.
River Frome ist der Name mehrerer Flüsse in Südwest-England. Der Name kommt aus dem Altenglischen und bedeutet im Deutschen so viel wie „rege“ oder „gut“.
Der Fluss entspringt im Dorf Evershot, dessen Einwohner die Quelle nahe der St Osmund Kirche im Jahr 2000 neu einfassten. Der Fluss fließt zunächst in südlicher Richtung. Am Dorf Maiden Newton mündet der River Hooke in den Frome. Der Frome fließt danach durch Dorchester, wo er seine Richtung nach Osten verändert. Der Frome verläuft am südlichen Rand von Wareham. Am östlichen Rand von Wareham mündet der River Piddle in den Mündungstrichter des Frome. Das Mündungsgebiet der beiden Flüsse wird als Wareham Channel bezeichnet und ist ein Teil von Poole Harbour, der unter anderem durch die Auswaschungen des Frome entstanden ist.